# Rockwool prisen
ROCKWOOL Prisen er en dansk hæderspris, der uddeles af Rockwool Danmark. Den gives med det for at "fremme bestræbelserne på at forbedre det akustiske, termiske og atmosfæriske indeklima samt at fremme udviklingen af dansk byggeri". Med prisen følger 300.000 kr.
Det er en af de største priser inden for byggeri i Danmark.[kilde mangler]
Prisen har været uddelt årligt siden 1966, og den gives på baggrund af en komités beslutning.
Komitéens medlemmer er:  
- Professor Svend Svendsen, DTU
- Curt Liliegreen, sekretariatschef i Boligøkonomisk Videnscenter
- Anders Gade, Civilingeniør PhD
- Christian Jølck, direktør for Rockwool (formand for komitéen)

## Modtagere
- 2007: Egedal Kommune og BoKlok-konceptet for udvikling af lavenergibyggeri gennem energikrav til bebyggelse i Stenløse Syd.[3]
- 2009: William McDonough for konceptet cradle to cradle [4]
- 2014: Green Building Council Denmark for udvikling af kurser og undervisning af studerende i bæredygtigt byggeri[5]
- 2017: Statens Byggeforskningsinstitut ved Aalborg Universitet for at udvikle grundlaget for en frivillig bæredygtighedsklasse i Bygningsreglement[2][6]